# Háromszögelés

A hajó távolságának meghatározása háromszögeléssel
A két mérési pont távolsága l. A mérési pontokban szögmérővel megállapítják az α és β szögeket. Ezek alapján méretarányos szerkesztéssel, vagy középiskolai trigonometriai számításokkal a hajó pontos helyzete megállapítható

A háromszögelés (lat. triangulatio) egy trigonometriai, geometriai művelet, amellyel egy háromszög két csúcsának koordinátáit, valamint a belső szögeket ismerve meghatározhatóak a harmadik csúcs koordinátái.
Leggyakrabban geodéziai mérések során alkalmazzák.
A képen látható eset számítása:
{\displaystyle l={\frac {d}{\mathop {\mathrm {tg} } \alpha }}+{\frac {d}{\mathop {\mathrm {tg} } \beta }}}
Ebből átrendezve:
{\displaystyle d={\frac {l}{{\frac {1}{\mathop {\mathrm {tg} } \alpha }}+{\frac {1}{\mathop {\mathrm {tg} } \beta }}}}=l{\frac {\mathop {\mathrm {tg} } \alpha \cdot \mathop {\mathrm {tg} } \beta }{\mathop {\mathrm {tg} } \alpha +\mathop {\mathrm {tg} } \beta }}}
Természetesen magassági mérésekre is alkalmas az itt bemutatott elveken.
Fontos felhasználása, amikor a tüzérségnek a célpontot egy megfigyelő jelöli ki.
A GPS rendszerek elterjedése előtt az egyetlen módszer volt a földmérők, térképészek kezében. Jelentőségük a GPS terjedésével csökken , de nem szűnik meg, a geodéziában a GPS inkább az ötödrendű ponthálózatot teszi szükségtelenné. A GPS-mérésekhez is szükség van földi alapponthálózatra, amelyek a GPS referenciapontjaiként működnek. Ezeket Magyarországon OGPSH-alappontoknak nevezik. Földi referencia nélkül a geodéziai GPS-ek sem működnek elvárható (geodéziai) pontossággal.
Minden ország rendelkezik viszonyítási pontokkal, amelyekhez képest a méréseket el lehet végezni. A háromszögelési alapponthálózatot csillagászati módszerekkel nagy pontossággal meghatározott koordinátájú pontokról kiindulva létesítették. Magyarország első háromszöghálózatát II. József idején határozták meg, amelyet a franciskánus térképezés alkalmával 1806-tól pontosítottak és sűrítettek. A felsőrendű (negyedrendű) alapponthálózaton belül belső mérésekkel már részletesebb ötödrendű ponthálózatra is lehetőség adódik. Ezeket már nem háromszögeléses, hanem poláris- és sokszögeléses mérésekkel hozzák létre.